# Howard Hodgkin
Gordon Howard Eliot Hodgkin CH, CBE (Hammersmith, Londres, 6 de agosto de 1932 – Londres, 9 de março de 2017) foi um pintor britânico. O seu trabalho é muitas vezes associado ao abstraccionismo. Howard esteve também relacionado com a decoração de algumas partes do Metropolitano de Londres. O pintor Eliot Hodgkin é um primo de Howard.